# NTB (芸能プロダクション)
株式会社 NTB（エヌティービー）は、日本の中部地方を活動拠点としている芸能事務所である。所属タレントたちの中部地方（特に中京圏）における芸能活動のマネージメントを主としている。
旧社名は、1968年（昭和43年）7月に創立された株式会社名古屋タレントビューロー（なごやタレントビューロー）。

## 概要
タレントやパーソナリティ、俳優、ナレーター、婚礼式場の司会者など総勢150人が在籍する。テレビタレントセンター (TTC) で1年間基礎訓練を受けた人物と、実務経験を持ち採用された一部の中途採用者によって構成されている。
また、大手広告代理店電通と在名の放送局（東海テレビ放送、中部日本放送、名古屋テレビ放送、中京テレビ放送、東海ラジオ放送、エフエム愛知）を株主に持ち、タレントたちのTTCでの基礎訓練に携わる講師陣は在名局各局のアナウンサーと電通関係者によって成り立っている。講師陣には狂言の家元で有名な和泉元彌の名前もあり、そこで学ぶ研修生たちの総合的な表現力の向上を図っている。この教育システムによって、TTCでの研修を終えた者が在名局各局の契約アナウンサーとして採用されるというケースも多い。中京圏のテレビ放送などで日常的に目にするアナウンサーの一部は、NTBに所属する契約アナウンサーである。なお、名古屋を拠点に活動していた当時の青木さやかもここに所属していた。
2011年3月31日、諸般の事情により「株式会社名古屋タレントビューロー」は解散した。替わって同社のスタッフにより新法人の「株式会社NTB」を設立し、所属タレントおよびスタッフはほぼそのまま移籍する形で再スタートを切った。

## 現在の所属タレント・アナウンサー
ここでは、著名な芸能活動をしているタレントやアナウンサーのみを挙げる。このほか、披露宴の司会などを副業に活動しているタレントが大勢いる。詳細データは公式サイトを参照されたい。

### タレント
- 井上小百合（CBCラジオ『さゆりんの音楽楽園』パーソナリティ）
- 岩田ちとせ（三重テレビ『とってもワクドキ!』リポーター）
- 大島由美子（CBCテレビ『パチンコNOWTV』シリーズリポーター）
- 桃井沙央理（中京テレビ『TA☆RO』TA☆ROガールズ）
- 都築あこ（元レースクイーン、岐阜放送ラジオ（ぎふチャン）『マーサトイチョイミュージック』パーソナリティ）
- 赤川美咲

### アナウンサー
- 神取恭子（名古屋テレビ契約）
- 下岡陽子（富山テレビ契約 → 東海ラジオ契約→ フリー[2]→岐阜放送契約→フリー→中京テレビ契約）
- 住谷明日香（NHK広島契約 → NHK神戸契約 → NHK岐阜契約 → フリー）
- 千ヶ崎公子（名古屋テレビ契約 → フリー）
- 丹羽真由実（テレビ金沢 → テレビ北海道 → FOX SPORTS ジャパン → FOX SPORTS ジャパン →  フリー・セントラルジャパン所属）
- 早川真代（富山テレビ契約 → フリー）
- 深谷里奈（東海ラジオ契約 → フリー）
- 政次夏希（中京テレビ契約 → フリー）
- 松本亜梨（中京テレビ契約 → フリー）
- 若杉直美（名古屋テレビ契約 → フリー）

## 過去の所属タレント・アナウンサー
同様に、著名な芸能活動をしているタレントやアナウンサーのみを挙げる。

### タレント
- 青木さやか（ワタナベエンターテインメントへ移籍）
- 大石まゆみ（現在の所属先不明）
- きくち教児（フリー）
- 小林千穂[3]（現在の所属先不明）
- 戸井康成[3]（個人事務所設立）
- 平松圭子（現在の所属先不明）
- 平松伴康（セントラルジャパンへ移籍）
- 藤田陽子[4]（三木プロダクションへ移籍）
- 間宮優希[3]（ホリプロへ移籍）
- 六車勇輝（一般企業に就職[5]）

### アナウンサー
- 青山紀子（名古屋テレビ契約 → 東海ラジオ契約、現在の所属先不明）
- 浅田若菜（東海ラジオ契約、満了後結婚）
- 石浜里奈（中京テレビ契約、結婚退職ならびに教員へ転職）
- 大嶽まどか（NHK和歌山放送局契約 → 名古屋テレビ契約、結婚退職）
- 影島香代子（名古屋テレビ契約 → フリー、圭三プロダクションへ移籍）
- 加藤亜希子[3]（中京テレビ契約 → フリー、タレントユニオンへ移籍）
- 加藤美由紀（フリー → 富山テレビ契約 → シグマ・セブンへ移籍）
- 鬼頭あゆみ[3]（東海テレビ契約 → フリー、セント・フォースへ移籍）
- 佐藤友香（東海ラジオ契約、引退）
- 下山さおり（名古屋テレビ契約、現在の所属先不明）
- 杉山裕子[3]（中京テレビ契約 → フリー、シグマ・セブンへ移籍）
- 竹田由紀[3]（中京テレビ契約 → フリー、オールウェーブ・アソシエツへ移籍）
- 土屋愛子[3]（フリー → 富山テレビ契約、現在の所属先不明）
- 樋田かおり（青森放送 → 中京テレビ契約 → フリー、株式会社トークナビ代表取締役[6]）
- 橋詰真美（NHK津放送局契約 → 中京テレビ契約 → 名古屋テレビ契約 → フリー、アクターズエージェンシーへ移籍）
- 原田裕見子（東海ラジオ契約 → フリー、フリーアナウンサー協同組合舎鐘へ移籍）
- 兵藤遥陽 (岐阜放送契約 → 北陸放送へ移籍)
- 森京子（名古屋テレビ契約、現在の所属先不明）
- 吉田智美（フリー → 名古屋テレビ契約、現在の所属先不明）